# Walter Brennan
Walter Brennan (25. července 1894 Lynn – 21. září 1974 Oxnard) byl americký herec. Je trojnásobným držitelem Oscara za nejlepší mužský herecký výkon ve vedlejší roli, což ho společně s Jackem Nicholsonem a Danielem Day-Lewisem řadí k hercům s nejvíce Cenami Akademie.

## Život
Narodil se v Massachusetts do rodiny irských imigrantů a vystudoval strojírenství na Cambridge Rindge and Latin School. O herectví se začal zajímat již během svých studií. Po škole pracoval jako bankovní úředník a během první světové války sloužil jako vojín u dělostřeleckého pluku ve Francii. Po válce se přestěhoval do Guatemaly, kde pěstoval ananasy, ale nakonec se usadil v Los Angeles. Ve 20. letech se pak angažoval na trhu s nemovitostmi.

## Kariéra
Hereckou kariéru zahájil v roce 1929 a během svého života natočil několik desítek filmů. Získal celkem tři Oscary v kategorii nejlepší mužský herecký výkon ve vedlejší roli a jednu nominaci ve stejné kategorii. Jednalo se o filmy Come and Get It (1936), Kentucky (1938) a The Westerner. Nominaci získal za film Sergeant York.

## Vybraná filmografie
- Lorraine of the Lions (1925)
- Blake of Scotland Yard (1927)
- One Hysterical Night (1929)
- King of Jazz (1930)
- Scratch-As-Catch-Can (1931)
- Texas Cyclone (1932)
- Law and Order (1932)
- Two-Fisted Law (1932)
- The Invisible Man (1933)
- Woman Haters (1934)
- Restless Knights (1935)
- Party Wire (1935)
- Bride of Frankenstein (1935)
- Man on the Flying Trapeze (1935)
- Barbary Coast (1935)
- Metropolitan (1935)
- Three Godfathers (1936)
- These Three (1936)
- The Moon's Our Home (1936)
- Fury (1936)
- Come and Get It (1936)
- The Buccaneer (1938)
- The Adventures of Tom Sawyer (1938)
- The Cowboy and the Lady (1938)
- Kentucky (1938)
- The Story of Vernon and Irene Castle (1939)
- Stanley and Livingstone (1939)
- Northwest Passage (1940)
- The Westerner (1940)
- Meet John Doe (1941)
- Sergeant York (1941)
- Swamp Water (1941)
- The Pride of the Yankees (1942)
- Stand by for Action (1942)
- Slightly Dangerous (1943)
- The North Star (1943)
- To Have and Have Not (1944)
- The Princess and the Pirate (1944)
- Dakota (1945)
- A Stolen Life (1946)
- Centennial Summer (1946)
- Nobody Lives Forever (1946)
- My Darling Clementine (1946)
- Scudda Hoo! Scudda Hay! (1948)
- Red River (1948)
- Blood on the Moon (1948)
- Task Force (1949)
- A Ticket to Tomahawk (1950)
- Along the Great Divide (1951)
- Lure of the Wilderness (1952)
- The Far Country (1954)
- Drums Across the River (1954)
- Bad Day at Black Rock (1955)
- Come Next Spring (1956)
- Good-bye, My Lady (1956)
- The Proud Ones (1956)
- Tammy and the Bachelor (1957)
- Rio Bravo (1959)
- How the West Was Won (1962)
- The Gnome-Mobile (1967)
- Who's Minding the Mint? (1967)
- Support Your Local Sheriff! (1969)
- The Over-the-Hill Gang (1969)
- The Over-the-Hill Gang Rides Again (1970)